# Grindeln
Grindeln är en sjö i Vimmerby kommun i Småland och ingår i Marströmmens huvudavrinningsområde. Sjön är 16,4 meter djup, har en yta på 0,548 kvadratkilometer och är belägen 106,2 meter över havet. Sjön avvattnas av vattendraget Fjälsterån.

## Delavrinningsområde
Grindeln ingår i det delavrinningsområde (638873-151347) som SMHI kallar för Mynnar i Fjälstern. Medelhöjden är 122 meter över havet och ytan är 24,45 kvadratkilometer. Det finns inga avrinningsområden uppströms utan avrinningsområdet är högsta punkten. Fjälsterån som avvattnar avrinningsområdet har biflödesordning 2, vilket innebär att vattnet flödar genom totalt 2 vattendrag innan det når havet efter 53 kilometer. Avrinningsområdet består mestadels av skog (70 procent) och jordbruk (14 procent). Avrinningsområdet har 0,63 kvadratkilometer vattenytor vilket ger det en sjöprocent på 2,6 procent.